# Phạm Chánh
Phạm Chánh (1922–1997), tên thường gọi là Sáu Thân, là một nhà cách mạng Việt Nam, Bí thư Tỉnh ủy Gia Lai Đảng Cộng sản Việt Nam.

## Cuộc đời
Phạm Chánh sinh ngày 11 tháng 1 năm 1922 ở xã Ba Đình, huyện Ba Tơ, tỉnh Quảng Ngãi (Năm 1987, xã Ba Đình bị giải thể thành lập thị trấn Ba Đình, phần đất còn lại nhập vào xã Ba Dinh và Ba Cung).
Tháng 3 năm 1945, ông tham gia Đoàn Thanh niên Cứu quốc huyện Ba Tơ, được bầu vào Ủy ban Cách mạng lâm thời huyện Ba Tơ. Sau khi chiếm được chính quyền, ông được bổ nhiệm làm Phân phòng trưởng Phân phòng Quốc dân thiểu số huyện Ba Tơ.
Tháng 2 năm 1946, ông được kết nạp vòa Đảng Cộng sản Đông Dương. Trong thời gian hai năm, ông sinh hoạt Đảng tại Chi bộ xã Ba Đình. Năm 1948, ông được điều động lên công tác ở Tây Nguyên. Tháng 5 năm 1950, Tỉnh ủy Gia Lai – Kon Tum chia địa bàn phía đông đường 14 thành 8 khu, Phạm Chánh làm Bí thư Khu IV (thuộc địa bàn huyện Kbang ngày nay).
Tháng 10 năm 1954, dưới sự chỉ đạo của Liên khu ủy Khu V, ông là Tỉnh ủy viên Tỉnh ủy Gia Lai (gồm Trương An, Võ Trung Thành, Phạm Chánh, Đỗ Hằng, Siu Nang). Năm 1955, Đảng ủy Gia Lai quyết định chia địa bàn tỉnh thành 9 khu để phân công 134 cán bộ ở lại, Phạm Chánh được bổ nhiệm làm Bí thư Ban Cán sự Khu 1 (địa bàn huyện Nam Kon Plông cũ).
Tháng 9 năm 1960, Bí thư Tỉnh ủy Võ Trung Thành ra Hà Nội dự Đại hội Đảng lần thứ ba, Phạm Chánh được Khu ủy Khu V chỉ định làm Quyền Bí thư Tỉnh ủy Gia Lai. Tháng 2 năm 1961, Võ Trung Thành được điều về Khu ủy Khu V, ông trở thành Bí thư Tỉnh ủy chính thức, kiêm phụ trách công tác Tuyên huấn của Tỉnh ủy, phụ trách chỉ đạo nội dung cho báo Quyết Thắng (cơ quan ngôn luận của Tỉnh ủy Gia Lai). Tháng 4 năm 1962, ông kiêm Trưởng ban An ninh tỉnh mới được thành lập.
Năm 1964, ông ra Bắc chữa bệnh. Năm 1965, ông được điều về Khu ủy Khu V, lần lượt giữ các chức vụ Phó trưởng Ban Miền núi Khu V, Phó Chánh văn phòng Khu ủy Khu V. Tháng 3 năm 1970, Khu ủy Khu V thành lập Ban Kiểm tra Khu ủy, Trần Kiên và Bùi San lần lượt làm Trưởng ban, Phạm Chánh và Hoàng Nguyên Trường được phân công làm Phó Trưởng ban.
Năm 1977, sau khi đất nước thống nhất, ông ra Hà Nội làm Ủy viên Ủy ban Kiểm tra Trung ương trước khi nghỉ hưu.
Năm 1997, ông mất tại Hà Nội.